# Aysha piassaguera
Aysha piassaguera är en spindelart som beskrevs av Antonio D. Brescovit 1992. Aysha piassaguera ingår i släktet Aysha och familjen spökspindlar. Inga underarter finns listade.